# 1973 (szám)
Az 1973 (római számmal: MCMLXXIII) az 1972 és 1974 között található természetes szám.

## A matematikában
A tízes számrendszerbeli 1973-as a kettes számrendszerben 11110110101, a nyolcas számrendszerben 3665, a tizenhatos számrendszerben 7B5 alakban írható fel.
Az 1973 páratlan szám, prímszám. Kanonikus alakja 19731, normálalakban az 1,973 · 103 szorzattal írható fel. Két osztója van a természetes számok halmazán, ezek növekvő sorrendben: 1 és 1973.
Az 1973 harminckét szám valódiosztóösszeg-függvényeként áll elő, melyek közül a legkisebb is nagyobb 10 000-nél.